# Danish Agro
Danish Agro A.M.B.A. er et dansk andelsselskab ejet af 10.500 danske landmænd. Koncernens primære forretningsområder er: Grovvarer, vitaminer & mineraler, gødning, planteværn, såsæd, maskinhandel, energi, samt køb af afgrøder fra landbruget.
Selskabet blev til i 2007 da Østsjællands Andel A.M.B.A (ØA) skiftede navn til Danish Agro A.M.B.A. dernæst fusionerede med KOF Agro A.M.B.A. (Fusion mellem Kolding Omegns Foderstof- & Gødningsforening samt Sydvestjysk Andel). I 2010 fusioneredes også Nordjysk Andels Grovvareforening A.M.B.A. også ind i selskabet. I 2020 overtog Danish Agro konkurrenten Hedegaard A/S igennem moderselskabet Dan Agro Holding A/S, som de selv havde været medejere af siden 2008, og i foråret 2023 blev det annonceret at Hedegaard fusioneres ind i koncernen, og ophører herefter med at eksistere som selvstændigt selskab.
Danish Agro er en international koncern med over 100 datterselskaber i 16 lande, her i blandt i Skandinavien, Baltikum, Østeuropa, Tyskland og Kina.
I 2020 nåede koncernen en omsætning på over 39,4 mia. kr, i det samme regnskabsår var der 5.150 ansatte.